# Marc IV d'Alexandrie (Copte)
Pour les articles homonymes, voir Marc.
Marc IV d'Alexandrie (Copte) est un  patriarche copte d'Alexandrie du 5 août 1348 au 31 janvier 1363.